# Damien Le Tallec
Damien Le Tallec (Poissy, 19 d'abril de 1990) és un futbolista francès que actualment juga pel Borussia Dortmund en la Fußball-Bundesliga.